# Groote Kerk (Galle)
De Groote Kerk is een door Nederlanders gebouwde kerk in de stad Galle in Sri Lanka. De kerk is gelegen binnen de muren van Fort Galle, werelderfgoed van UNESCO.
De kerk is gebouwd in 1755 en was de derde Nederlandse kerk binnen de fortmuren na de verovering in 1640.

## Geschiedenis
De kerk werd in gebruik genomen door het dopen van de dochter van de commandeur van Galle, Casparus de Jong en zijn echtgenote Geertruyda Adriana Le Grand. Het kind werd niet gedoopt tot de kerk werd voltooid. Een vermelding in het doopboek vermeldt de datum van de doop als 24 augustus 1755. Drie jaar later overleed de commandeur.
In overeenstemming met de gewoonten van die tijd werd een wapenbord van de commandeur opgehangen aan de muren van de kerk. De naam van commandeur De Jong werd echter weggelaten. De weduwe besloot dat de naam van haar man niet thuis hoorde in een kerk die gebouwd was tot glorie van God. 
Net als de Wolvendaalsche kerk is dit ook een kruiskerk, alleen zijn hier de zijbeuken korter. Het hoge gewelfde plafond werd oorspronkelijk blauw geschilderd. Voor de commandeur en andere VOC-hooggeplaatsten werden speciale kerkbanken aangebracht. In de kerk is het originele orgel uit 1760 aanwezig. De preekstoel is gemaakt van coromandel, een inlandse houtsoort.
Er zijn vele grafstenen en gedenkborden in de kerk aanwezig. Het oudste graf in de kerk is van B. Cocq (1662). Bij de preekstoel is een gedenkbord aangebracht voor de familie De Ly. Andreas Everhardus de Ly was een van de laatste Nederlandse commandeurs van Galle. Na zijn dood in 1807 hield de familie De Ly op te bestaan, daar hij kinderloos stierf.
De Groote kerk van Galle Kerk is in het begin van de 21e eeuw volledig gerestaureerd met subsidie van de Nederlandse ambassade in Colombo. Op zondag 28 november 2004 werd het gebouw opnieuw in gebruik genomen door de president van Sri Lanka, mevrouw Chandrika Kumaratunga in het bijzijn van de Nederlandse ambassadeur Susan Blankhart, de voorzitter van de Dutch Reformed Church in Sri Lanka, ds. C. Jansz en vele vooraanstaande gasten. De kerk is een populaire toeristische attractie en is nog steeds in gebruik voor reguliere kerkdiensten. De tsunami van 26 december 2004 heeft weinig schade aangericht omdat het gebouw werd beschermd door de massieve muren van het fort.

## Fotogalerij

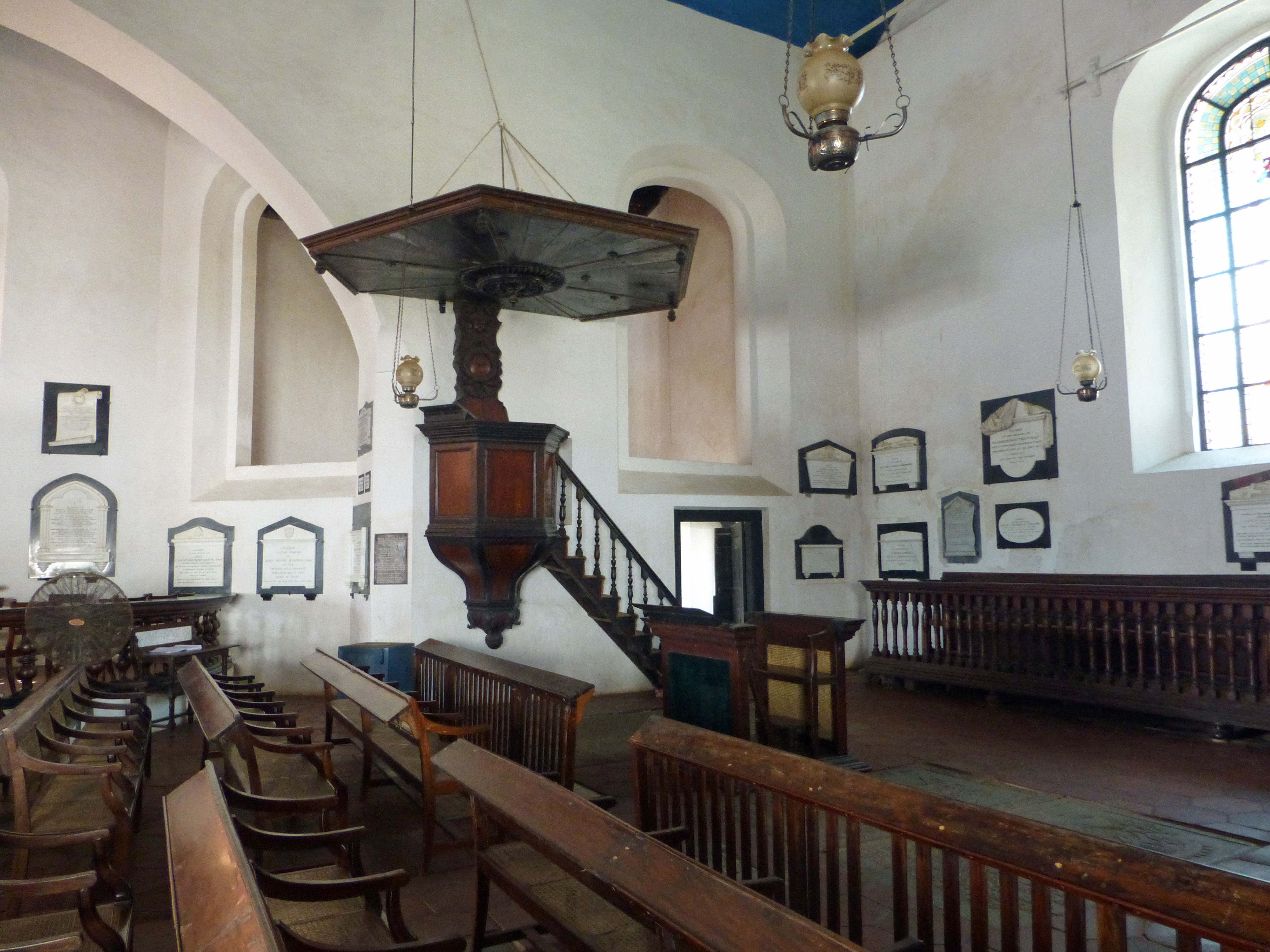
Interieur van de kerk met preekstoel.
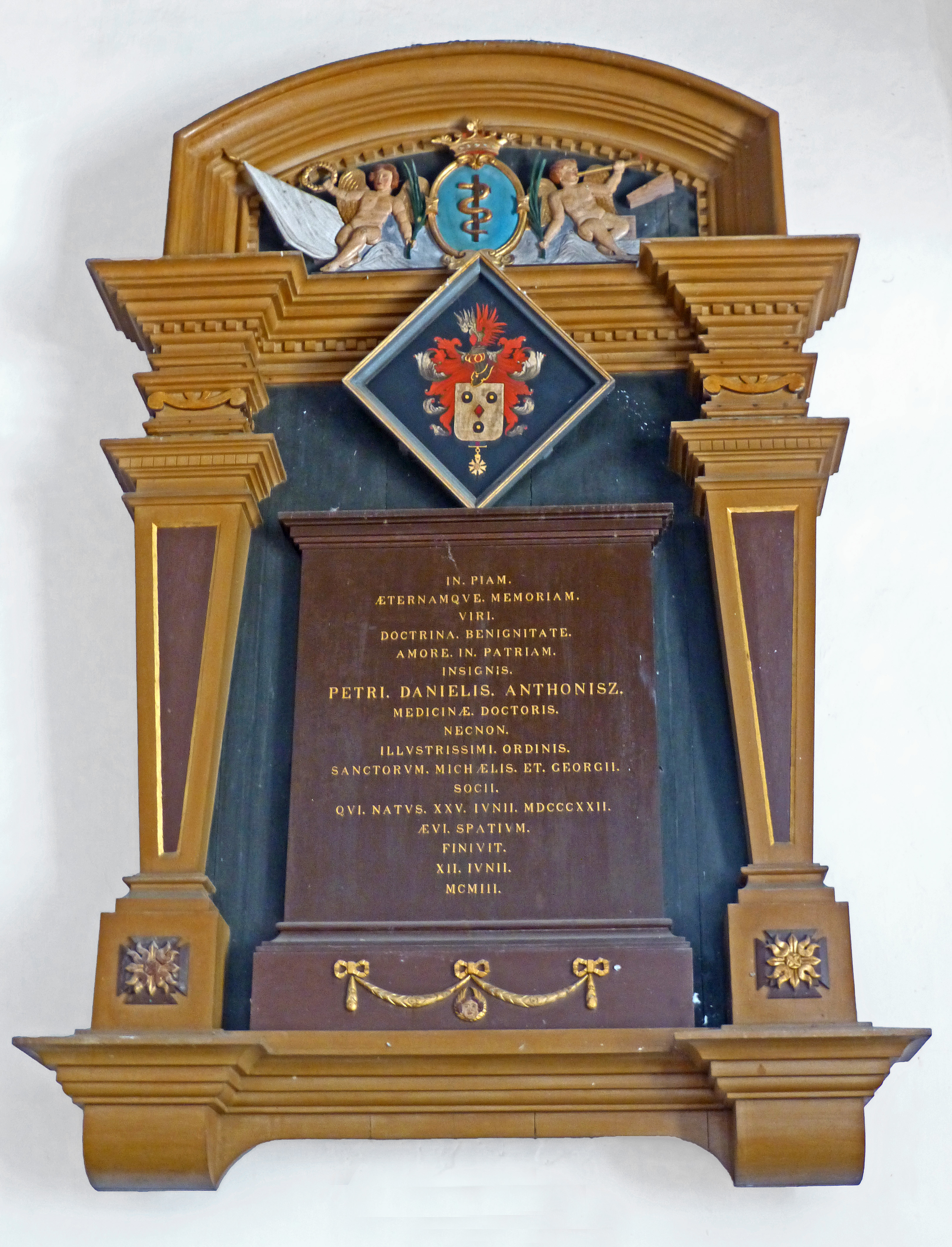
Gedenkbord voor Petrus Daniël Anthoniszn
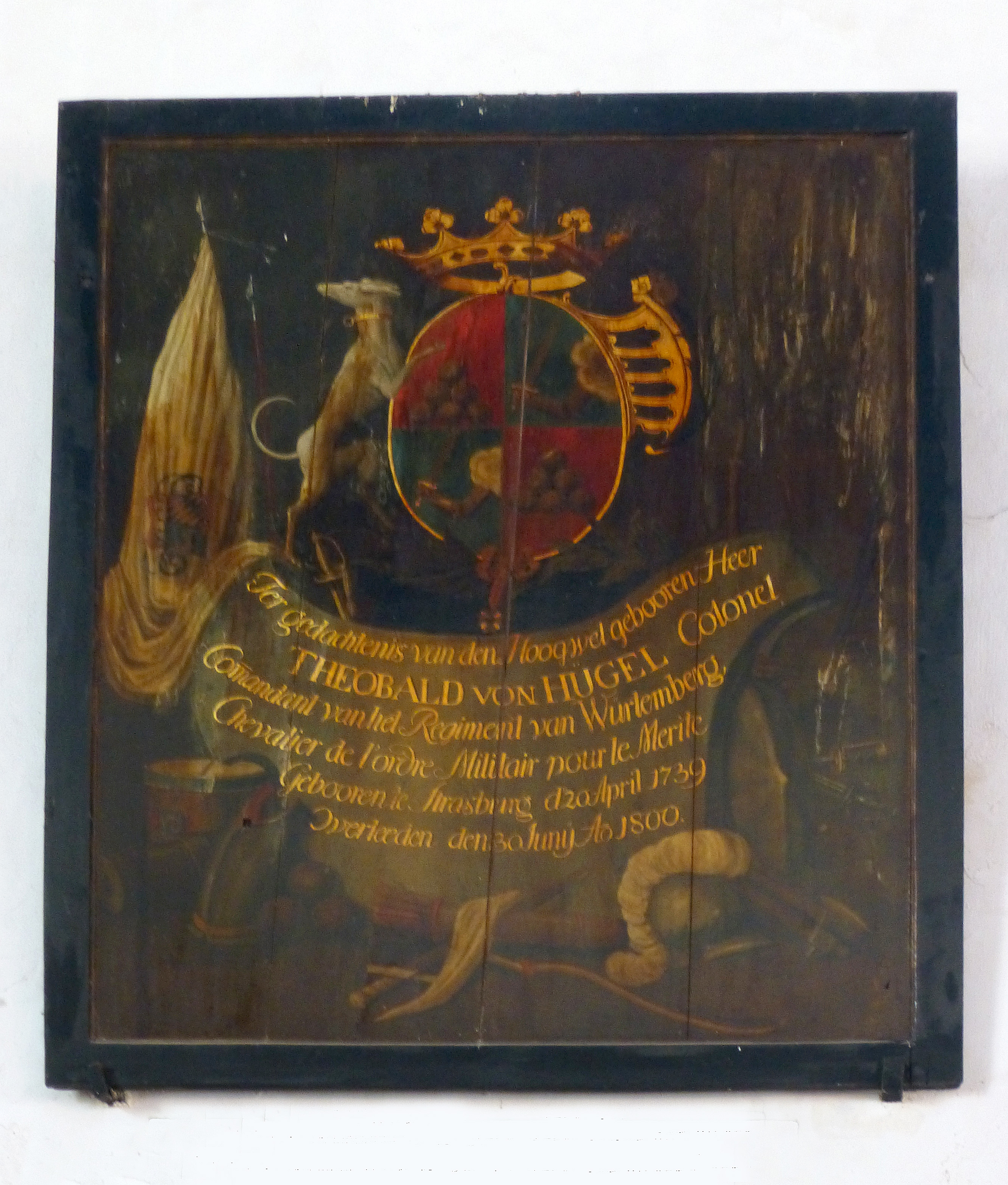
Gedenkbord voor Theo van Hugel.
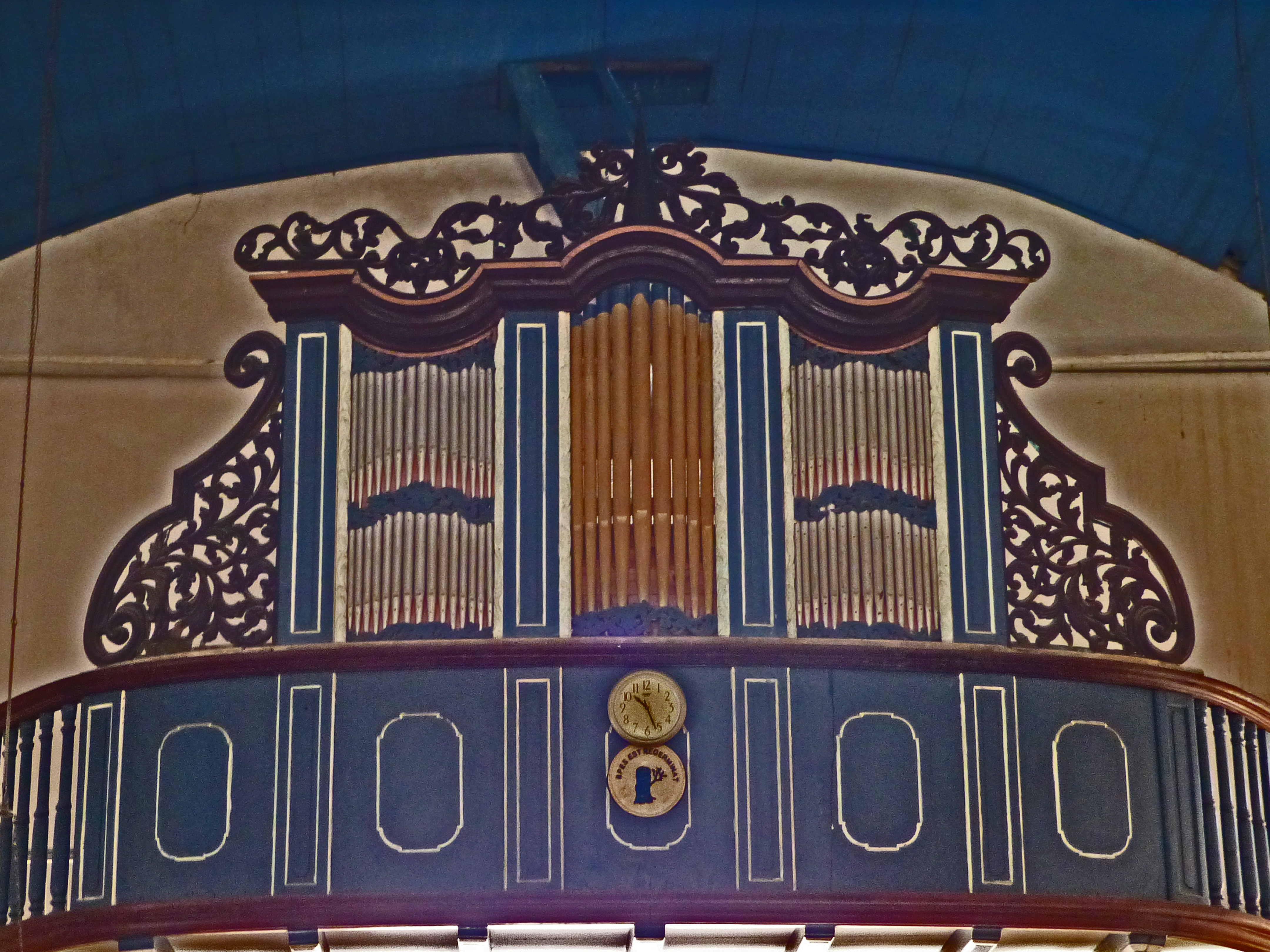
Dit is een schijnfront van een orgel, maar niet het daadwerkelijke orgel.
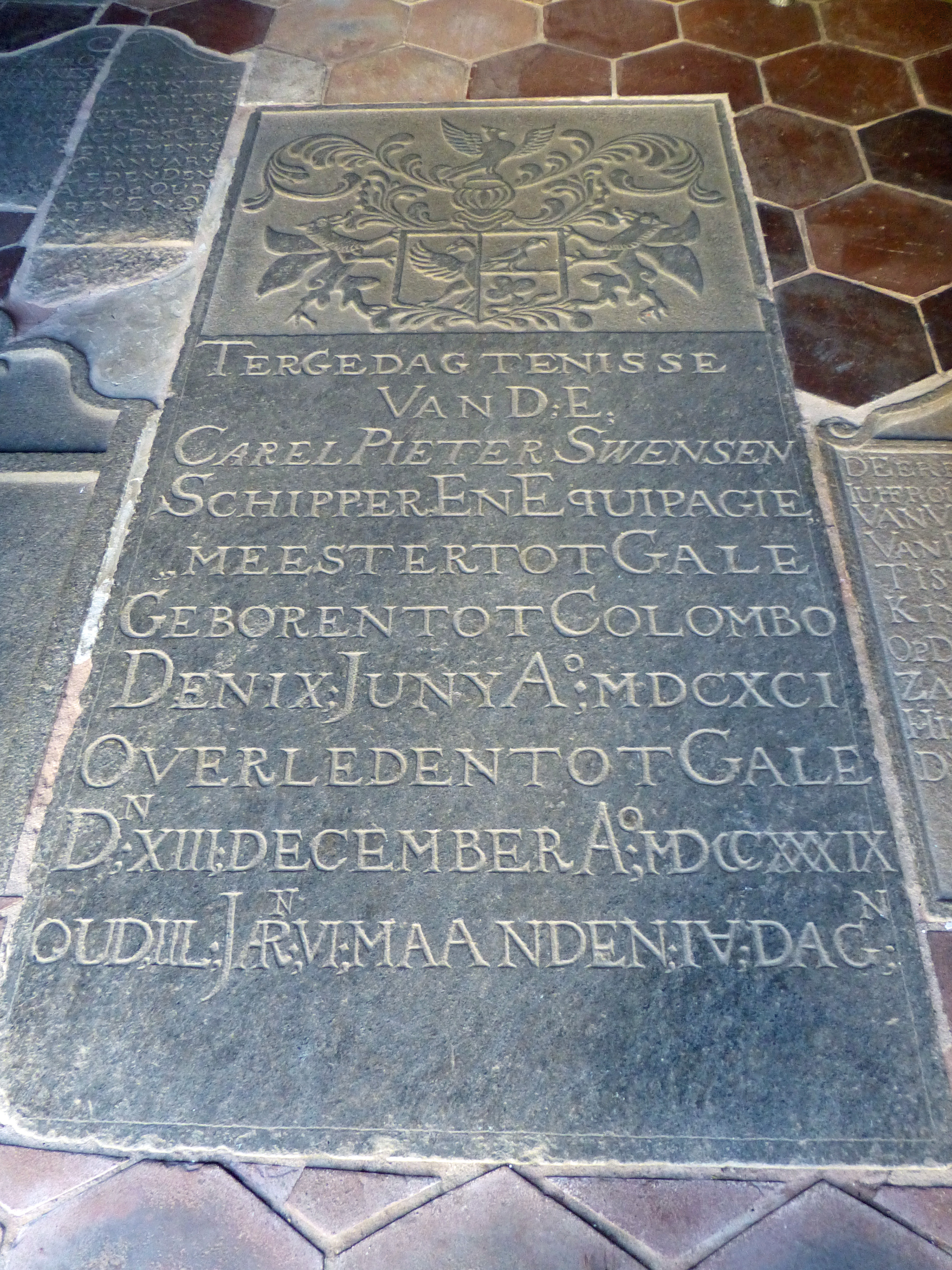
Een van de nog aanwezige grafstenen in de kerk.